# BLU-116
Die BLU-116 (Bomb Live Unit), auch BLU-116 Advanced Unitary Penetrator (kurz AUP, deutsch etwa fortschrittlicher einheitlicher Eindringkörper), ist eine Bombe, die von den Streitkräften der Vereinigten Staaten als verbesserte bunkerbrechende Waffe eingesetzt wird. Die Bombe wurde entwickelt, um eingegrabene oder verbunkerte Ziele zu zerstören.
Die BLU-116 besitzt dieselbe Form, Größe und dasselbe Gewicht wie die BLU-109, die in den 1980er-Jahren entwickelt wurde. Sie kann an standardisierten NATO-762-mm-Aufhängepunkten eingehängt werden. Durch die äußerliche Anpassung an die etablierte BLU-109 kann die Bombe ohne Modifikationen an verschiedenen Trägerflugzeugen eingesetzt und mit verschiedenen Leitsystemen wie der GPS-basierenden JDAM oder dem lasergelenkten Paveway ausgerüstet werden. Auch besitzt sie dieselbe Aerodynamik am Flugzeug und auch Flugcharakteristik nach dem Abwurf.
Im Unterschied zur BLU-109 besitzt die BLU-116 einen weicheren Außenmantel aus Aluminium und einen harten Kern aus einer Nickel-Kobalt-Stahl-Legierung namens 9430M. Die Durchschlagfähigkeit soll damit gegenüber der BLU-109 verdoppelt worden sein.
Die Version der US Air Force wird als GBU-24 C/B, die der US Navy als GBU-24 D/B bezeichnet.

## Technische Daten
- Länge: 2,4 m
- Durchmesser: 0,37 m
- Gewicht: 874 kg
- Sprengstoff: 109 kg PBXN
- Zünder: Hard Target Smart Fuse (HTSF, deutsch intelligenter Zünder für harte Ziele)[1][3]